# Spread Betting
Spreadbetting ist ein Wetten auf und Handeln mit Finanztiteln.

## Vorgang
Es wurde in Großbritannien erfunden und hat sich dort als eines der meistgehandelten Finanzprodukte von Privatkunden durchgesetzt. Im deutschsprachigen Raum wird Spreadbetting seit 2010 als e-Spreads angeboten. Darunter versteht man das Handeln von Finanztiteln mit mehr oder weniger starkem Hebel, ohne die Finanztitel tatsächlich zu halten. Es werden also lediglich die Kursdifferenzen gehandelt. Der Ertrag für den Spreadbetting-Anbieter generiert sich aus dem Unterschiedsbetrag (spread) zwischen dem Ankaufs- und Verkaufskurs. Der Trader setzt einfach einen bestimmten Geldbetrag, zum Beispiel 10,- Euro, auf die Kursveränderung eines Finanztitels. Wenn er auf steigende Kurse gesetzt hat, also „long“ geht und der Kurs zum Beispiel um 10 Punkte steigt, dann wurde ein Gewinn in der Höhe von 100,- Euro (10×10) erzielt. Das Gleiche funktioniert auch in die andere Richtung – also beim „short“ gehen, wenn die Kurse fallen. Somit können sowohl bei steigenden wie auch bei fallenden Kursen an den Finanzmärkten Gewinne erzielt werden. Diese liegen aufgrund des Hebels höher als bei traditionellen Börsengeschäften. Allerdings ist dadurch auch der mögliche Verlust größer. Aufgrund des Handels von Kursdifferenzen, ohne die Wertpapiere zu halten, gehört Spreadbetting zu den sogenannten Differenzgeschäften. In diese Gruppe fallen auch CFDs.

### Vorteile
Als Vorteile von Spreadbetting gelten:
- hohe Transparenz
- Gewinnchancen bei steigenden und fallenden Märkten
- geringe Kosten
- Kein Währungsumrechnungsrisiko

Nachteile:
- Wetten gegen den Broker, der als Market-Maker auftritt
- hohe Verluste möglich